# Nicole Collard
Nicole Collard chiamata comunemente Nico è la protagonista femminile della serie di videogiochi Broken Sword di Revolution Software. Nicole è francese e vive a Parigi.
Come occupazione è giornalista freelance e collabora con più testate parigine. Essa è affascinata dai misteri e storie leggendarie. Spesso usa la sua bellezza e il suo fascino per distrarre personaggi delle vicende, aiuta sempre il suo partner George Stobbart con cui ha avuto anche una storia d'amore. La sua voce nella versione italiana è doppiata da Elda Olivieri con un leggero accento francese. In Broken Sword 5 è doppiata da Francesca Perilli.

## Caratteristiche
Nico è affascinata da George, anche se la loro storia si è interrotta ma sembra che potrebbe di nuovo accadere qualcosa fra i due nella seconda parte di Broken Sword 5: La maledizione del serpente. Essa è molto coraggiosa e non disdegna di buttarsi a capofitto nelle varie avventure che incontra nei videogiochi. Inoltre ha molta manualità, è capace di riparare oggetti, motori e altre cose. Se la cava molto bene con la macchina fotografica e risulta sempre in forma, inoltre sin dal primo videogioco porta lo stesso taglio di capelli.
Ha avuto una storia con André Lobineau, un personaggio della serie, curatore di un museo e studioso di Storia antica, Nico lo conosce dai tempi del college.